# Hester Thrale
Hester Thrale ou Hester Lynch Piozzi, née le 27 janvier 1741 et morte le 2 mai 1821, est une femme de lettres britannique d'origine galloise.

## Biographie

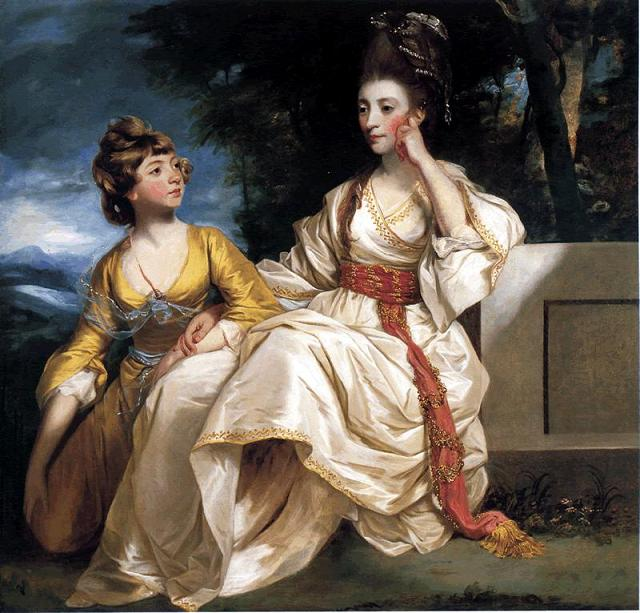
Hester Thrale et sa fille Hester, par Joshua Reynolds (v. 1777), galerie d'art Beaverbrook.

Hester Lynch Salusbury, nommée Hester Thrale après son premier mariage, puis Hester Lynch Piozzi à la suite de son second mariage, est l'auteure de journaux intimes, de chroniques et de recueils de souvenirs. Ces témoignages, ainsi que sa correspondance, sont une source d'information sur les écrivains et les artistes qui fréquentaient son salon littéraire, au premier rang desquels Samuel Johnson, Sir Joshua Reynolds, Oliver Goldsmith, David Garrick, Fanny Burney, Thomas Percy et Giuseppe Baretti.
Ses rapports avec Samuel Johnson ont inspiré à la romancière Beryl Bainbridge un livre intitulé Selon Queeney, Queeney étant le surnom de la fille aînée de Hester Thrale.

## Publications
- (en) Anecdotes of the Late Samuel Johnson, 1786
- (en) Thraliana, éd. Katherine C. Balderston, 1942
- (fr) Souvenirs et anecdotes sur Samuel Johnson (extraits des Thraliana), Anatolia/Le Rocher, 2005